# Францијум
Францијум (Fr, лат. francium), алкални је метал IА групе са атомским бројем 87. Име је добио по држави Француској. Францијум је најреактивнији радиоактиван елемент. Откривен је 1939. године у Француској од стране Маргарите Переј. Францијум се раствара у води, и реагује углавном са киселинама.
У прошлости био је познат као ека-цезијум и актинијум K. По Полинговој скали, он је најмање електронегативни елемент. Међутим, по другим скалама као на пример Аленовој, мање електронегативан од францијума је само цезијум. Францијум је веома радиоактиван метал који се распада на астат, радијум и радон. Пошто је алкални метал, има један валентни електрон.
Францијум у већим комадима не постоји. На основу општег изгледа других елемента у истој колони периодног система, могуће је претпоставити да би францијум такође могао бити метал високог одсјаја, када би пошло за руком сакупити га у довољној количини да би се могао посматрати у чврстом стању или као течност. Међутим, добијање таквог узорка је готово немогуће, јер би огромна топлота распада (време полураспада његовог најдуже живућег изотопа је 22 минуте) готово одмах испарила било коју видљиву количину елемента.
Овај елемент је открила Маргарита Переј 1939. у Француској по којој је елемент и добио име. Францијум је био последњи елемент који је откривен у природи пре него што је синтетизиран. Изван лабораторије, францијум је екстремно редак, а само у траговима се може пронаћи у рудама уранијума и торијума, где се изотоп францијум-223 непрестано формира и распада. У сваком тренутку у целокупној Земљиној кори налази се само 20 до 30 g францијума; други изотопи (осим францијума-221) су потпуно синтетички. Највећа количина произведена у лабораторији био је кластер са више од 300 хиљада атома францијума.

## Историја
Већ око 1870. хемичари су претпостављали да би требао да постоји још неки алкални метал иза цезијума са атомским бројем 87. Према Мендељејевом начину именовања превиђених елемената називали су га ека-цезијум. Истраживачки тимови су покушавали да пронађу и издвоје недостајући елемент, а у историји је познато најмање четири случаја лажних открића овог елемента, пре него је елемент заиста открила француска физичарка Маргарита Переј.
Један од таквих случајева био је совјетски хемичар Д.К. Добросердов, који је био први научник који је објавио откриће ека-цезијума односно данашњег францијума. Године 1925. он је уочио слабу радиоактивност у узорку калијума, такође алкалног метала, те нетачно закључио да је нечистоћа у узорку заправо ека-цезијум. Међутим, радиоактивност у узорку потицала је од природног изотопа калијума који је незнатно радиоактиван, калијум-40. Своје претпоставке у вези овог открића је објавио, као и особине ека-цезијума, којем је предложио назив русијум према својој домовини Русији. Ипак, недуго након тога, Добросердов је посветио професорској каријери на Политехничком институту у Одеси те се није више бавио истраживањем овог елемента.
Следећих година, енглески хемичари Драс и Лоринг анализирали су фотографије манган(II) сулфата načinjene x-зрацима. Уочили су спектралне линије за које су претпоставили да потичу услед присуства ека-цезијума. Своје откриће елемента 87 су и објавили те предложили му име алкалинијум, пошто би то био најтежи алкални метал.

## Особине
Францијум је најнестабилнији елемент који се јавља у природи. Његов најстабилнији изотоп, францијум-223, има време полураспада од само 22 минута. У поређењу с њим, астат као други најнестабилнији природни елемент има време полураспада од 8,5 сати. Сви изотопи францијума распадају се на неки од три елемента: астат, радијум или радон. Францијум је такође мање стабилан од свих тежих синтетичких елемената све до елемента 105 (дубнијум).
Францијум је алкални метал чије хемијске особине највећим делом наликују цезијуму. Он је тешки елемент са само једним валентним електроном, те има највећу еквивалентну тежину међу свим елементима. Течни францијум, ако се добије, требао би имати површинску напетост од 0,05092 N/m при температури свог топљења. За францијум је израчунато да му се тачка топљења налази око 27 °C (80 °, 300 ). Међутим, она није са сигурношћу одређена због велике реткости овог елемента и његове радиоактивности. Такође, његова тачка кључања од 677 °C (1250 °, 950 ) није са сигурношћу утврђена.
Лајнус Полинг је проценио електронегативност францијума на 0,7 на Полинговој скали, што је исто као и цезијум; али је вредност за цезијум касније промењена на 0,79. Ипак не постоје експериментални подаци који би омогућили да се вредности за францијум додатно провере. Францијум има незнатно вишу јонизацијску енергију од цезијума, 392,811(4) kJ/mol у односу на 375,7041(2) kJ/mol код цезијума, што би се очекивало према релативистичким ефектима, те би према овом цезијум био мање електронегативан од францијума. Францијум би такође требао да има и већи афинитет према електрону од цезијума, а јон Fr− би требао бити више поларибилан од јона цезијума −. За молекул CsFr превиђа се да би имао францијум на негативном крају дипола, за разлику од свих познатих хетеродиатомних молекула алкалних метала. Францијум-супероксид (FrO2) би могао имати много више изражен ковалентни карактер од његових лакших конгенера; ова особина му се приписује због 6p електрона у атому францијума који су више укључени у формирање везе францијум-кисеоник.
Францијум се коталожи са неколико соли цезијума, као што је цезијум перхлорат, чиме настаје мала количина францијум-перхлората. Овај процес коталожења се може користити за издвајање францијума, путем адаптације методе радиоцезијумског коталожења коју су 1950-их развили научници Л.Е. Гленденин и Ц.М. Нелсон. Францијум ће се коталожити са многим другим солима цезијума, укључујући јодате, пикрате, тартрате (такође и рубидијум тартрат), хлороплатинате и волфрамосиликате. Такође се коталожи и са волфрамосилицијумском и перхлорном киселином, где не мора бити присутан други алкални метал као носилац (енгл. carrier), чиме се омогућавају и друге методе његовог издвајања. Готово све соли францијума су растворљиве у води.

### Изотопи
Позната су 34 изотопа францијума, чије се атомске масе крећу од 199 до 232. Францијум има и седам метастабилних нуклеарних изомера. Францијум-223 и францијум-221 су једини изотопи који се јављају у природи, мада је први далеко више распрострањен.
Францијум-223 је најстабилнији изотоп овог елемента, има време полураспада од 21,8 минута, а веома је изгледно да изотоп францијума са дужим временом полураспада неће никада бити откривен нити синтетизиран. Францијум-223 је пети производ серије распада актинијума као потомачки изотоп актинијума-227. Францијум-223 се распада у радијум-223 бета-распадом (енергија распада 1149 keV), док се врло мала количина (0,006%) распада алфа-распадом на астат-219 (енергија распада 5,4 MeV).
Францијум-221 има време полураспада од 4,8 минута. Он је девети производ серије распада нептунијума, као потомачки изотоп актинијума-225. Францијум-221 се даље распада у астат-217 путем алфа-распада (енергија распада 6,457 MeV).
Најмање стабилни изотоп основног стања је францијум-215, са временом полураспада од само 0,12 μs. (алфа-распадом енергије 9,54 MeV прелази у астат-211): његов метастабилни изомер, францијум-215m је још нестабилнији са временом полураспада од само 3,5 ns.